# Männerbad Schanzengraben

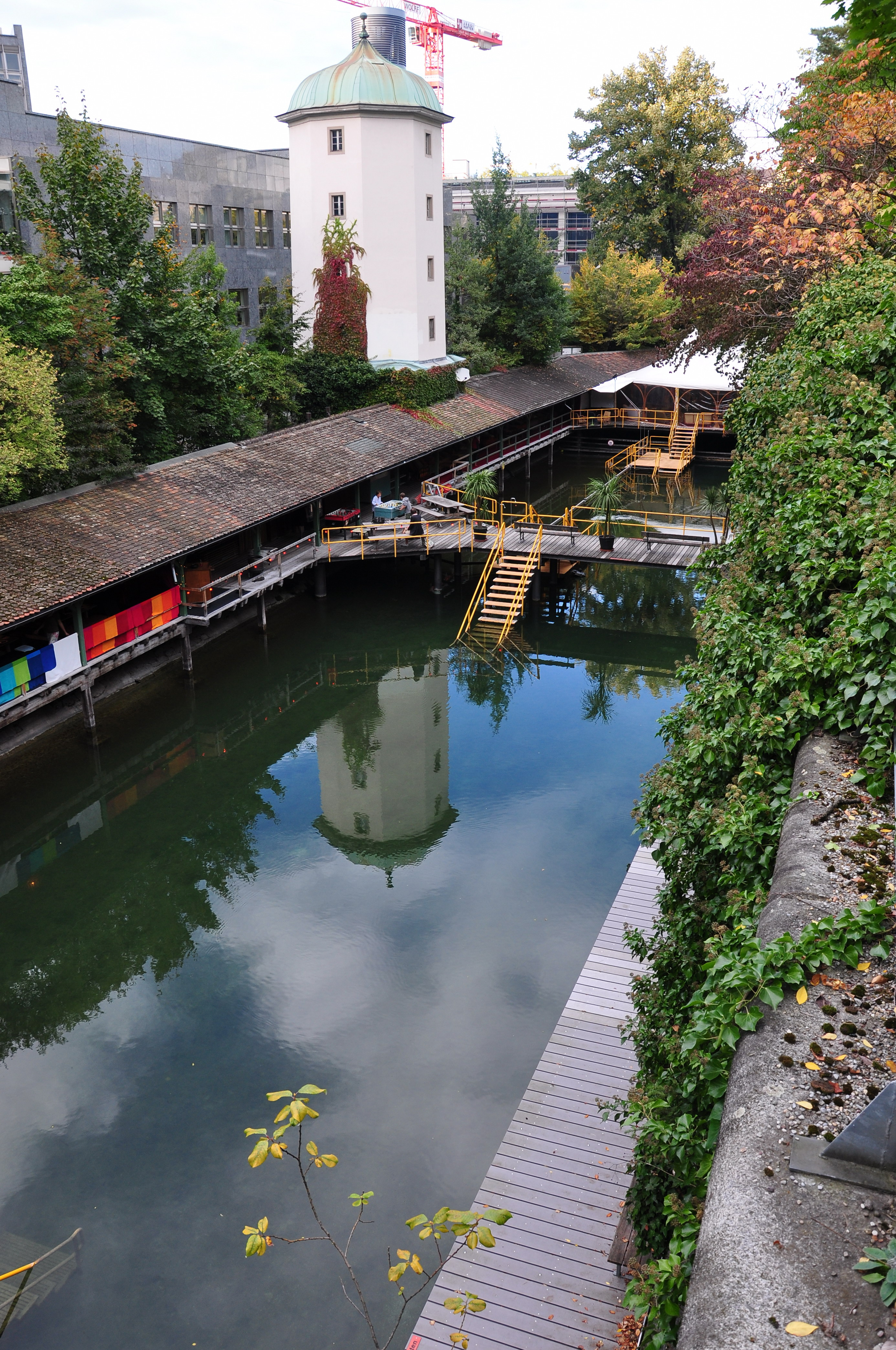
Männerbad Schanzengraben beim Alten Botanischen Garten

Das Männerbad Schanzengraben ist ein öffentliches Flussschwimmbad der Stadt Zürich, das tagsüber den Männern vorbehalten ist und abends als Bar betrieben wird. Der Eintritt in das privat betriebene Bad ist gratis. Es liegt in der Altstadt zwischen der neuen Börse und dem Alten Botanischen Garten am Schanzengraben. Angrenzend steht der Alte Wasserturm.
Das Kastenbad wurde in den Jahren 1863 bis 1864 gebaut und gilt als älteste Badeanstalt der Stadt. Die Holzkonstruktion steht teils auf der Uferböschung, teils auf Pfählen im Schanzengraben und nutzt die ganze Breite des Grabens aus. In der Anlage gibt es ein Schwimmer- und ein Nichtschwimmerbecken. Die Umkleide ist ein offener laubenähnlicher Raum unter einem Vordach entlang der Längsseite des Bades.
Das Bad wurde 1988/89 umfassend saniert.